# Lubochnia (gromada)
Lubochnia – dawna gromada, czyli najmniejsza jednostka podziału terytorialnego Polskiej Rzeczypospolitej Ludowej w latach 1954–1972.
Gromady, z gromadzkimi radami narodowymi (GRN) jako organami władzy najniższego stopnia na wsi, funkcjonowały od reformy reorganizującej administrację wiejską przeprowadzonej jesienią 1954 do momentu ich zniesienia z dniem 1 stycznia 1973, tym samym wypierając organizację gminną w latach 1954–1972.
Gromadę Lubochnia siedzibą GRN w Lubochni utworzono – jako jedną z 8759 gromad na obszarze Polski – w powiecie rawskim w woj. łódzkim, na mocy uchwały nr 37/54 WRN w Łodzi z dnia 4 października 1954. W skład jednostki weszły obszary dotychczasowych gromad Albertów, Emilianów, Jasień Nowy, Jakubów, Kochanów, Kierz, Lubochnia Podmałecz, Lubochnia Górki, Lubochnia Dworska, Lubochenek, Olszowiec, Olszowiec Nowy, Brenica (z wyłączeniem osady Łąki Bryńskie), Henryków Nowy (z wyłączeniem osady Łąki Henrykowskie) i Jasień (bez łąk nadpilicznych) ze zniesionej gminy Lubochnia oraz obszar leśnictwa Jasień z dotychczasowej gromady Królowa Wola ze zniesionej gminy Inowłódz w powiecie rawskim; a także obszar dotychczasowej gromady Małecz z obszarami leśnymi leśnictwa Małecz oraz obszary leśnictwa Jakubów z dotychczasowej gromady Cekanów ze zniesionej gminy Ujazd w powiecie brzezińskim w tymże województwie. Dla gromady ustalono 27 członków gromadzkiej rady narodowej.
Gromada przetrwała do końca 1972 roku, czyli do kolejnej reformy gminnej. 1 stycznia 1973 w powiecie rawskim reaktywowano gminę Lubochnia (od 1999 gmina leży w powiecie tomaszowskim).